# Oenothera rhombipetala
Oenothera rhombipetala är en dunörtsväxtart som beskrevs av Thomas Nuttall, John Torrey och Gray. Oenothera rhombipetala ingår i släktet nattljussläktet, och familjen dunörtsväxter. Inga underarter finns listade i Catalogue of Life.

## Bildgalleri

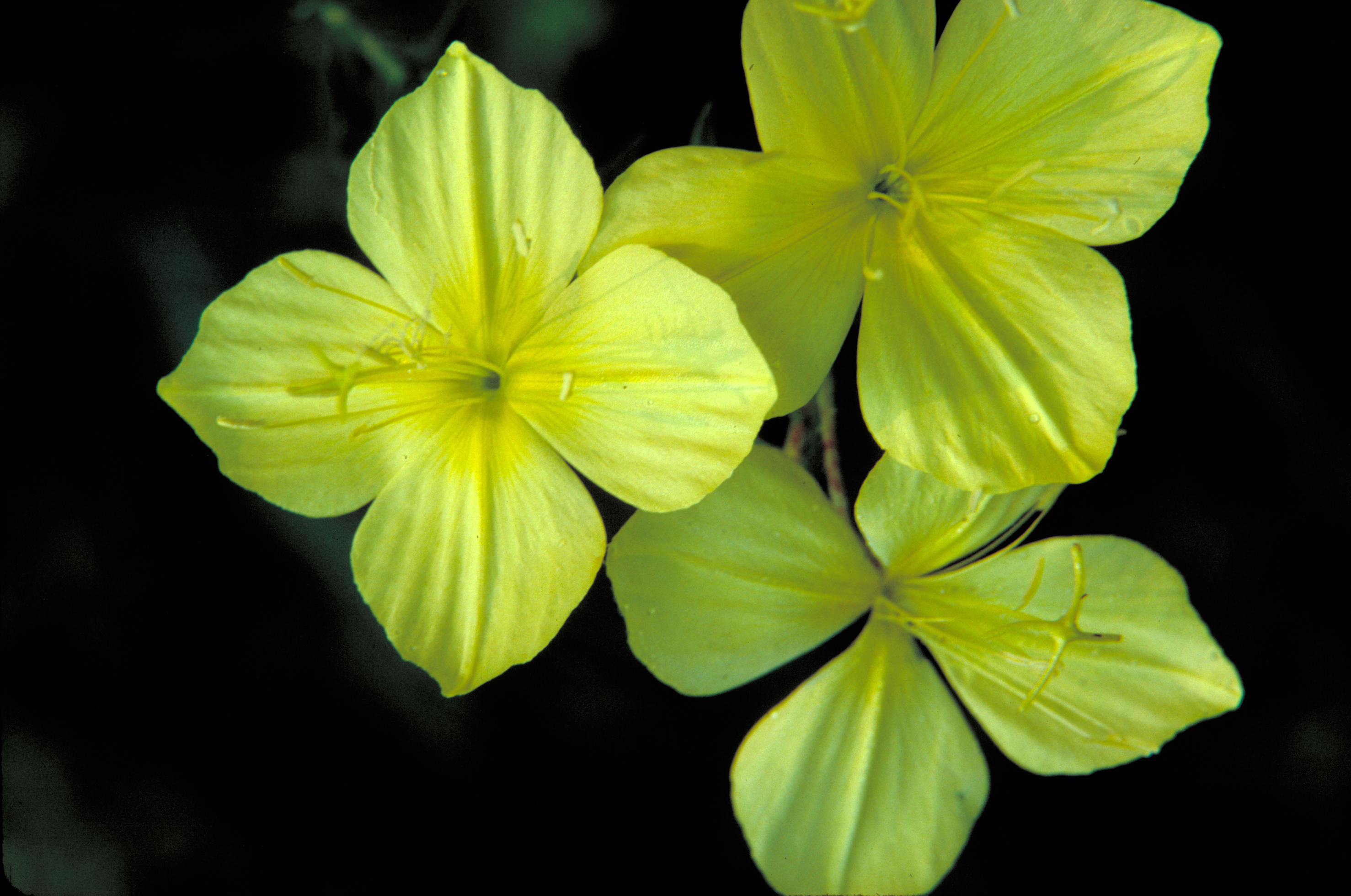
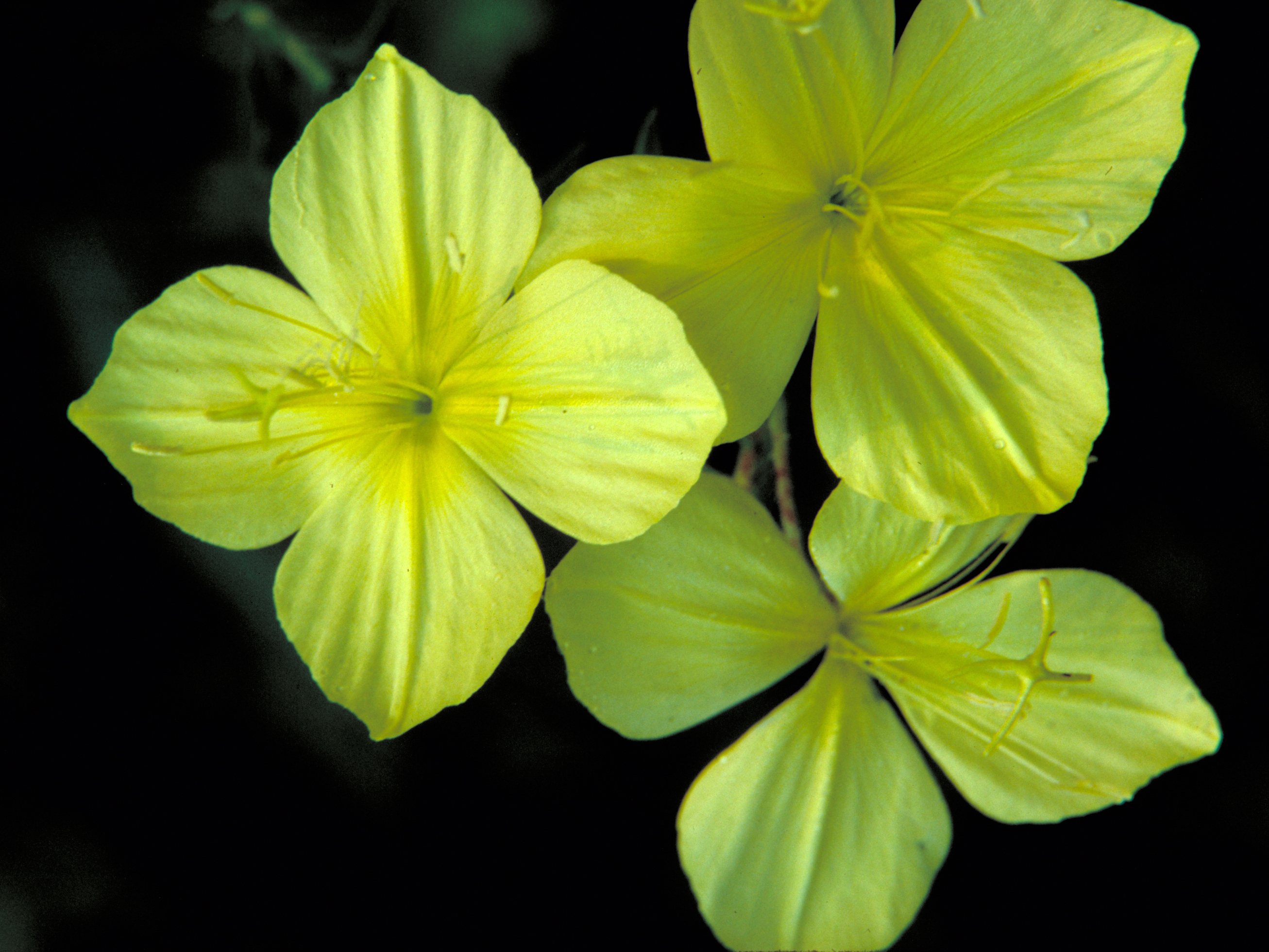